# Venatrix ornatula
Venatrix ornatula är en spindelart som först beskrevs av Ludwig Carl Christian Koch 1877.  Venatrix ornatula ingår i släktet Venatrix och familjen vargspindlar. Inga underarter finns listade i Catalogue of Life.